# Yves Simon (homme politique)
Pour les articles homonymes, voir Yves Simon et Simon.
Yves Simon, né le 10 septembre 1951 à Moulins (Allier), est un homme politique français.

## Biographie
Yves Simon est titulaire des brevets de technicien et de technicien supérieur en agriculture.
Il est élu député le 16 juin 2002, pour la XIIe législature (2002-2007), dans la troisième circonscription de l'Allier. Il est apparenté au groupe UMP. Il est battu en juin 2007.
Il est chargé de mission auprès du ministre de l'Agriculture d'août 2007 à septembre 2012.

## Mandats
- 20/03/1989 - 18/06/1995 : maire de Meillard (Allier)
- 19/06/1995 - 11/03/2001 : maire de Meillard (Allier)
- 11/03/2001 - mars 2008  : maire de Meillard (Allier)
- mars 2008 - mars 2014  : maire de Meillard (Allier)
- depuis mars 2014 : maire de Meillard

Fondateur de l'intercommunalité et conseiller général du canton du Montet en 1994 (Comcom Bocage Sud Allier), président pendant 20 ans
- 30/03/1992 - 22/03/1994 : conseiller général de l'Allier
- 28/03/1994 - 22/03/1998 : vice-président du Conseil général de l'Allier chargé de l'éducation et des sports
- 22/03/1998 - 18/03/2001 : conseiller général de l'Allier
- 18/03/2001 - 28/03/2004 : premier vice-président du Conseil général de l'Allier chargé des finances et de l'aménagement du territoire

- 16/06/2002 -   19/06/2007   : député de la troisième circonscription de l'Allier